# نشان ملی نروژ
نشان ملی نروژ یک شیر زرین ایستاده بر روی یک زمینهٔ قرمز است درحالی که تاجی زرین بر سر دارد و تبری با تیغهٔ نقره در دست. شاهان و مشاورانشان، اعضای مجلس، و قاضی‌های رده بالا اجازهٔ داشتن این نشان را دارند. این سه دسته از افراد بر پایهٔ قانون اساسی نروژ، سه قدرت اصلی اند.

## صاحبان نشان
علاوه بر سه قدرت اصلی که پیشتر توضیح داده شد، اگر به افراد محلی یا ملی امتیاز یا اجازهٔ خاصی داده شود با اعلام قبلی می‌توانند این نشان را داشته باشند؛ مانند فرمانداران استان‌ها یا برخی اعضای قوه قضائیه نروژ. از ۱۹۰۵ به این سو دو نسخه از این نشان تولید شده که نسخه ای که ظریف کاری بیشتری دارد از آنِ شاه و نسخه‌های ساده‌تر از آنِ افراد دولتی است. اگر نشان به صورت بزرگ چاپ شود آنگاه کاربردش به پرچم شاهی تغییر می‌یابد.
غیر از نروژ، افراد یا سازمان‌های دیگری هستند که پیشتر اجازهٔ داشتن این نشان ملی را داشته‌اند مانند جزایر اورکنی و قلمرو باستانی ایسلند، شهرهای کریستیان‌ساند، موزه‌های تاریخ فرهنگی و برخی خانواده‌های خاص مانند کونت‌های گیلدنلاو که حق داشتن نشان به آنها اهدا شده، در غیر این صورت داشتن نشان غیرقانونی است.

## پیشینه
ریشهٔ این نشان به سدهٔ ۱۳ میلادی بازمی‌گردد، در آغاز تنها یک شیر زرین روی یک زمینهٔ قرمز بود در پایان قرن، تبر نیز به دست شیر افزوده شد که نماد اولاف دوم بود به عنوان پادشاه همیشگی نروژ. در اصل نماد دودمان سوارا با دودمان بیلبو در هم یکی و یک چهارم شد اما پس از آنکه دودمان سوارا سرنگون شد نماد آنها همچنان برای تقسیم‌بندی‌های بعدی نروژ باقی ماند گویی نماد آنها نماد نروژ است بویژه در پایان سدهٔ ۱۵ میلادی نماد آنها بر روی سکه‌ها نیز ضرب شد و در جریان اتحاد دانمارک-نروژ (۱۵۲۳ تا ۱۸۱۴) و در سدهٔ ۱۹ میلادی در اتحاد با سوئد این نماد نگه داشته شد.
نشان ملی نروژ به دلیل گذشته اش از جمله باستانی‌ترین نمادهای ملی است که امروزه همچنان کاربرد دارد. در گذشته قرار بود تبر به دست شیر با ناچخ یا تبرزین جایگزین شود تا اینکه در ۱۸۴۴ اسکار اول سوئد طرحِ با تبر جنگی را برگزید. در ۱۹۰۵ پس انحلال اتحاد با سوئد طرح دیگری برگزیده شد تا ۱۹۳۷ که دوباره تغییر کرد و طرح، ساده‌تر شد اما طرح کاربردی برای خاندان پادشاهی همچنان همان طرح پیچیدهٔ مربوط به ۱۹۰۵ است.

## نماد برای قدرت‌های اصلی

نماد کاربردی برای مجلس (استورتینگه)
نماد شاهان
نماد دولت تعیین شده از سوی شاه
نماد قاضی‌های اصلی